# Philippe Marquis
Philippe Marquis (Québec, 9 maggio 1989) è uno sciatore freestyle canadese, specialista nelle gobbe.

## Biografia
In Coppa del Mondo ha esordito il 26 gennaio 2008 a Mont Gabriel (35º), ha ottenuto il primo podio il 19 gennaio 2012 a Lake Placid (3º) e la prima vittoria il 9 marzo successivo a Åre.
In carriera ha partecipato a un'edizione dei Giochi olimpici invernali, Soči 2014 (9º nelle gobbe), e tre dei Campionati mondiali, vincendo una medaglia d'argento nelle gobbe in parallelo a Kreischberg 2015.
Nel 2018 ha preso parte ai XXIII Giochi olimpici invernali a Pyeongchang venendo eliminato nel primo turno della finale in seguito ad una caduta e classificandosi ventesimo nella gara di gobbe.

## Palmarès

### Mondiali
- 1 medaglia:
  - 1 argento (gobbe in parallelo a Kreischberg 2015).

### Coppa del Mondo
- Miglior piazzamento in classifica generale: 8º nel 2015.
- 9 podi:
  - 2 vittorie;
  - 3 secondi posti;
  - 4 terzi posti.

#### Coppa del Mondo - vittorie
| Data             | Luogo | Paese     | Disciplina |
| ---------------- | ----- | --------- | ---------- |
| 9 marzo 2012     | Åre   | Svezia    | MO         |
| 13 dicembre 2014 | Ruka  | Finlandia | DM         |

Legenda:

MO = gobbe

DM = gobbe in parallelo

### Campionati canadesi
- 2 medaglie[1]:
  - 2 bronzi (gobbe, gobbe in parallelo nel 2015).